# Acutacris
Acutacris är ett släkte av insekter. Acutacris ingår i familjen Eumastacidae.
Kladogram enligt Catalogue of Life:
| Acutacris | \| \| Acutacris tsaratananae \| \| \| \| \| \| Acutacris viridis \| \| \| \| |
|           | \| \| Acutacris tsaratananae \| \| \| \| \| \| Acutacris viridis \| \| \| \| |
|           | Acutacris tsaratananae                                                       |
|           |                                                                              |
|           | Acutacris viridis                                                            |
|           |                                                                              |